# Schéma de desserte de l'Empire Builder
Cette page est une annexe de l'article « Empire Builder (Amtrak) ».
|  | STR+GRZq |

|  | STR+GRZq |

|  | STR+GRZq |

|  | STR+GRZq |

|  | STR+GRZq |

|  | STR+GRZq |

|  | STR+GRZq |